# Honda NT 400

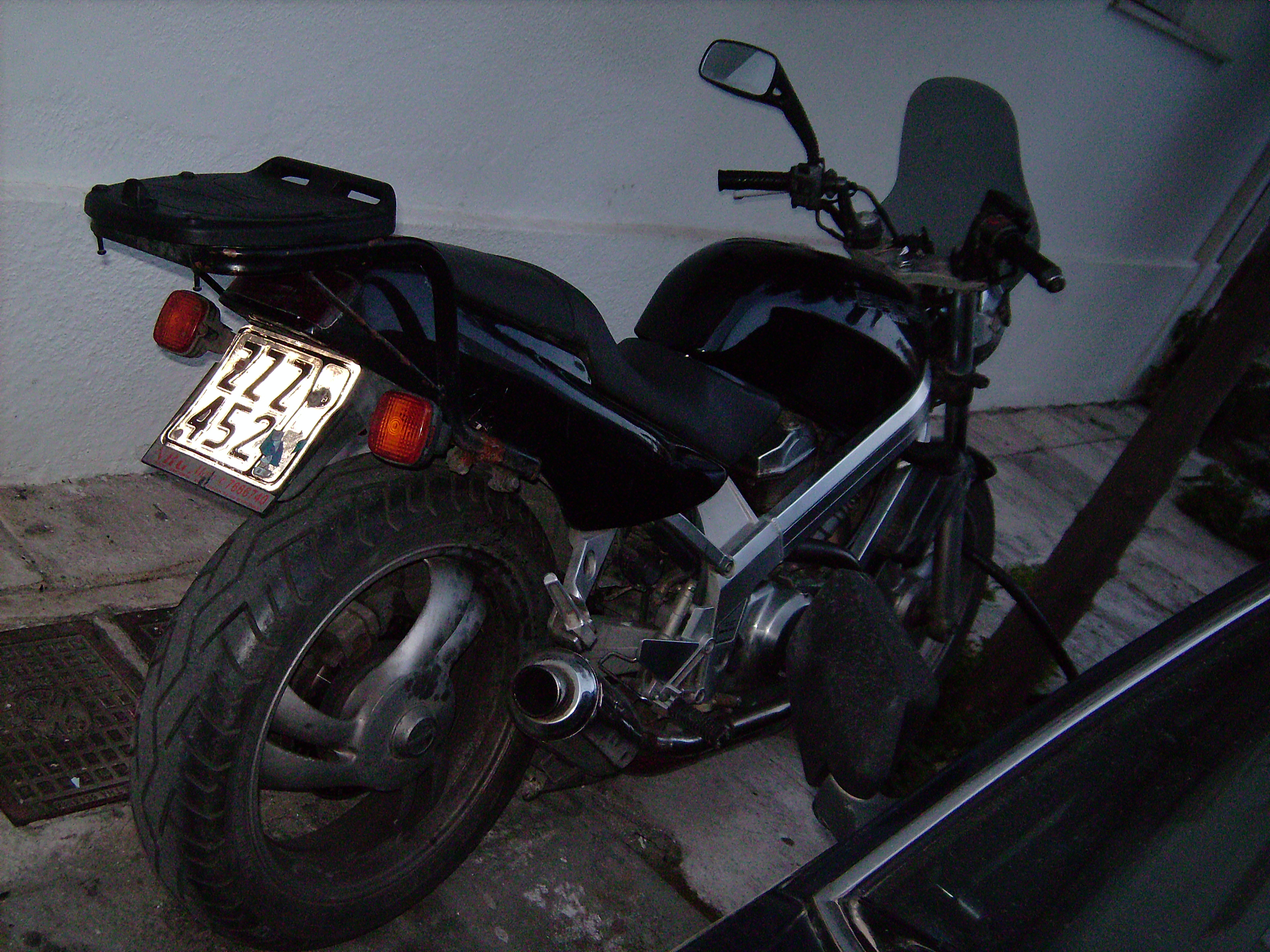
Honda NT 400

A Honda NT 400 motorkerékpárt a Honda a '80-as és '90-es években gyártotta. (A japán piacra szánt modellek neve Bros 400 volt.) Európába rendszerint használt modellként került behozatalra. Az NT 400-at igen népszerűvé tette a tartóssága, üzemanyag-takarékossága, minimális karbantartásigénye és sokoldalú felhasználhatósága, amely tulajdonságok kitűnő "commuter" (a gyakran egymástól távol eső lakó- és a munkahely közötti, mindennapos ingázásra használt) motorkerékpárrá tették. A típus még mindig közkedvelt Írországban, ahol a legutóbbi időkig a motorkerékpáros futárok által leginkább használt típus volt (az elmúlt néhány évben a Honda CB-sorozata átvette a helyét), valamint Görögországban. Létezik egy nagyobb hengerűrtartalmú modell is, a Honda NT 650. A vízhűtéses V2 elrendezésű motor megegyezik a Honda XRV750 Africa Twin-ben (750 cc-re növelt változat) és a Honda Transalp 400/600/650 sorozat típusaiban használt motorral.

## Külső hivatkozások
- Honda NT 400 a Bikepics.com oldalán Archiválva 2008. február 14-i dátummal a Wayback Machine-ben